# Mozartkulor

Olika Mozartkulor i genomskärning.

Mozartkulor (tyska: Mozartkugeln) är konfekt bestående av en grön kärna av mandelmassa gjord av pistasch- och sötmandel, omgiven av ett lager nougat och överdragen med mörk choklad. Den skapades år 1890 av den österrikiske konditorn Paul Fürst till 100-årsdagen av Mozarts död under namnet Mozartbonbon. Konditoriet Fürst har fortfarande ensamrätt till att använda ordet "Original" i namnet och tillverkar dem fortfarande på samma plats i Salzburg där de skapades. Dock är varken namnet i sig eller receptet skyddat, och redan samma år började imitationer dyka upp i olika varianter. Idag är Mirabell det största industritillverkade märket. Mozartwürfel kallas den kubformade varianten.